# أصادص
أصادص هي جماعة قروية في إقليم تارودانت بجهة سوس ماسة جنوب المغرب. وهي تضم 4650 نسمة، حسب الإحصاء العام للسكان والسكنى لسنة 2014.
يبعد مركز الجماعة عن تارودانت بـ 35 كلم.

## دواوير الجماعة
- دوار بوغانيم
- دوار تورغت
- دوار إغير نايت صالح
- دوار أصادص (سوق الأربعاء)
- دوار تامكنسيفت
- دوار إمينفلوس
- دوار إمي نتالات
- دوار تينغرار
- دوار تاويالت
- دوار تزارت
- دوار إكريزن
- دوار أسوليل
- دوار أكرضاض
- دوار إنفكن
- دوار إوزليت
- دوار أيت أوزوغ
- دوار وانيكو
- دوار أوخليصن
- دوار إحربيلن

حسب الإحصاء العام للسكان والسكنى لسنة 2014 الذي أنجزته المندوبية السامية للتخطيط: يُعتبر دوار بوغانيم أكبر دوار في جماعة أصادص من حيث عدد السكان (1958 نسمة).
- دوار تنباعل

## التعليم
قائمة المؤسسات التعليمية في أصادص:
- مجموعة مدارس الآفاق (المركزية: بوغانيم / الوحدات: تورغت - أصادص - إمي نتالات)
- مجموعة مدارس انفكن (المركزية: انفكن / الوحدات: وانيكو - أوخليصن - اوزليت - بورمضان)
- إعدادية بوغانيم